# الفقي (المحفد)

تعديل مصدري - تعديل

الفقي هي إحدى قرى عزلة المحفد بمديرية المحفد التابعة لمحافظة أبين، بلغ تعداد سكانها 178 نسمة حسب تعداد اليمن لعام 2004.